# عباس آدم
عباس آدم (مواليد 26 مارس 1988 في السعودية)، لاعب كرة قدم من السودان. مثل نادي القادسية كلاعب من مواليد السعودية وانتقل إلى نادي الفيحاء عام 2015 و أعاره الفيحاء إلى نادي النهضة عام 2016.